# Rolf Krauß
Rolf Krauß (ur. 30 kwietnia 1954 w Ludwigshafen am Rhein) – zachodnioniemiecki zapaśnik walczący w stylu klasycznym. Olimpijczyk z Montrealu 1976, gdzie zajął czwarte miejsce w kategorii 52 kg.
Piąty na mistrzostwach świata w 1979; szósty w 1978. Mistrz Europy w 1975; drugi w 1980. Wojskowy mistrz świata w 1974. Mistrz Europy młodzieży w 1974 roku.
Mistrz RFN w 1973, 1974, 1975, 1977, 1978 i 1980; drugi w 1972, 1981 i 1982. Wicemistrz w stylu wolnym w 1971 roku.